# Баршев, Сергей Иванович
Сергей Иванович Баршев (17 [29] сентября 1808, Москва — 7 [19] марта 1882, Москва) — русский учёный-правовед, специалист в сфере уголовного права и криминологии; заслуженный профессор, декан юридического факультета и ректор Императорского Московского университета.

## Биография
Родился 17 (29) сентября 1808 года в семье православного священника. Начальное образование получил в духовном училище. В 1820 году поступил в Московскую духовную семинарию, по окончании которой в 1826 году продолжил обучение в Московской духовной академии.
В 1829 году был направлен в числе трёх преуспевших воспитанников, среди которых был его брат Яков и Иван Платонов, изучать правоведение при Втором отделении Собственной Его Императорского Величества канцелярии. Занятия проводили: Куницын — по российским гражданским законам, Плисов — по законам государственного благоустройства и благочиния, законам о финансах и политической экономии, Клоков — по государственным законам. Одновременно, в Санкт-Петербургском университете изучал римское право, занимался классическими и западноевропейскими языками.
В 1831 году был принят на государственную службу и отправлен на три года в Берлинский университет для дальнейшего усовершенствования в юридических науках. По возвращении из Берлина, в 1834 году выдержал испытание на степень доктора законоведения и защитил тезисы диссертации.
В сентябре 1834 года С. И. Баршев был переведён в Москву и назначен преподавать уголовное и полицейское право в Московском университете. В 1835 году получил звание экстраординарного профессора по кафедре уголовного и полицейского права; с 1837 года — ординарный профессор. Кафедру в университете он занимал до февраля 1876 года, — в течение 42 лет.
По словам Б. Н. Чичерина, уголовное право Баршев «читал по дрянному, им самим сочинённому учебнику, который студенты обязаны были покупать и который он приправлял разными анекдотами. <…> Разумеется, его преподавание неспособно было не только возбудить любовь и интерес к предмету, но и дать о нём надлежащее понятие». Однако, как указывает В. А. Томсинов, нужно «учитывать прежде всего тот факт, что на обширном поле науки русского уголовного права он был первопроходцем! Ему выпала трудная задача, и он решил её в меру своих сил».
В 1861 году ему присвоили звание заслуженного профессора Московского университета.
С января 1836 года по ноябрь 1837 года он был учёным секретарём юридического факультета; с 1847 года (трижды, в течение 17 лет) — его деканом.
Одновременно, с 30 мая 1842 года по 31 мая 1845 года был цензором московского цензурного комитета, а с 29 мая 1845 по 1 января 1850 года — директором Московского коммерческого училища; с июля 1849 года — инспектор классов Александровского сиротского института.
С 1858 года — действительный статский советник.
С 1863 года по 1870 год — ректор Императорского Московского университета.
С 1869 года — тайный советник.
В 1863—1865 годах был гласным Московской городской думы.
Он был первым председателем Московского юридического общества; в 1875 году по его инициативе в Москве состоялся Первый съезд русских юристов. В истории русской юридической науки С.И. Баршев известен как автор первого русского курса уголовного права: «Общие начала теории и законодательств о преступлениях и наказаниях» (1841); его статьи печатались в «Юридических записках», «Москвитянине», «Русском вестнике».
В 1876 году ушёл в отставку почётным членом Московского университета и кавалером ордена Святого Александра Невского. После выхода в отставку, был назначен почётным опекуном Московского присутствия опекунского совета. Заведовал детской больницей и странноприимным домом Шереметева. На Малой Дмитровке в его владении был дом № 14.
Умер 7 (19) марта 1882 года. Похоронен на Ваганьковском кладбище (14 участок).

## Награды
- орден Св. Анны 3-й ст. (1846)
- орден Св. Анны 2-й ст. (1851)
- орден Св. Владимира 3-й ст. (1854)
- орден Св. Станислава 1-й ст. (1861)
- орден Св. Анны 1-й ст. (1865)
- орден Св. Александра Невского (1876)

## Семья
Жена, Елизавета Ивановна Лукьянова, происходила из купеческого сословия. Их дети.:
- Иван (1839—1858)
- Михаил (1840—?)
- Николай (1849—?)
- Владимир (1854—1906) — юрист, депутат Государственной думы I созыва от Московской губернии.
- Капитолина, в замужестве Ушакова
- Иван (1859—?)
- Пелагея, в замужестве Коханова
- Дмитрий (1865—?)